# Окулова, Беатриса Васильевна
Беатри́са Васи́льевна Оку́лова (13 июня 1938, Алешки, Воронежская область — 18 декабря 2012, Ярославль) — советский музыкант, профессор кафедры музыкального воспитания Ярославского государственного театрального института, заслуженная артистка Российской Федерации.

## Биография
В 1961 году окончила факультет физического воспитания и спорта Ростовского педагогического института, в 1967 году — факультет режиссуры музыкального театра Московского государственного института театрального искусства. Курсом музыкально-оперной режиссуры руководил главный режиссёр Большого театра профессор Л. В. Баратов, затем профессор О. М. Моралев.
Работала как режиссёр:
- 1967—1969 — в оперном театре Челябинска (постановка дипломного спектакля «Севильский цирюльник»),
- 1969—1980 — в оперной студии Нижегородской консерватории,
- 1980—1981 — в оперном театре Красноярска (режиссёрская работа в оперном театре в «Пиковой даме» и «Русалке»),
- 1982, 1998—1999 — в оперной студии Астраханской консерватории,
- 2004—2005 — в Тольяттинском институте искусств.

С 1982 года — в Ярославле. С 2000 года — профессор кафедры музыкального воспитания Ярославского государственного театрального института. За это время были осуществлены постановки различных дипломных спектаклей: «Евгений Онегин», «Паяцы», «Моя прекрасная леди», «Моцарт и Сальери», «Служанка-госпожа» и другие. Как педагог по вокалу принимала участие в выпуске спектаклей в Театре имени Ф. Г. Волкова, Ярославском ТЮЗе, московском эстрадном театре «Трис». Неоднократно принимала участие в Оперных Собиновских фестивалях в Ярославле. Среди концертных программ: «Бах, Гендель, Моцарт», «Вальса звук прелестный», «Золотые россыпи романса», «От Баха до Оффенбаха», «Аве Мария» и др.
В 2008 года издана её монография «Вокальное воспитание драматического актера».
В 1994 году присвоено почётное звание «Заслуженный артист Российской Федерации».